# Ulica Heleny Modrzejewskiej we Wrocławiu

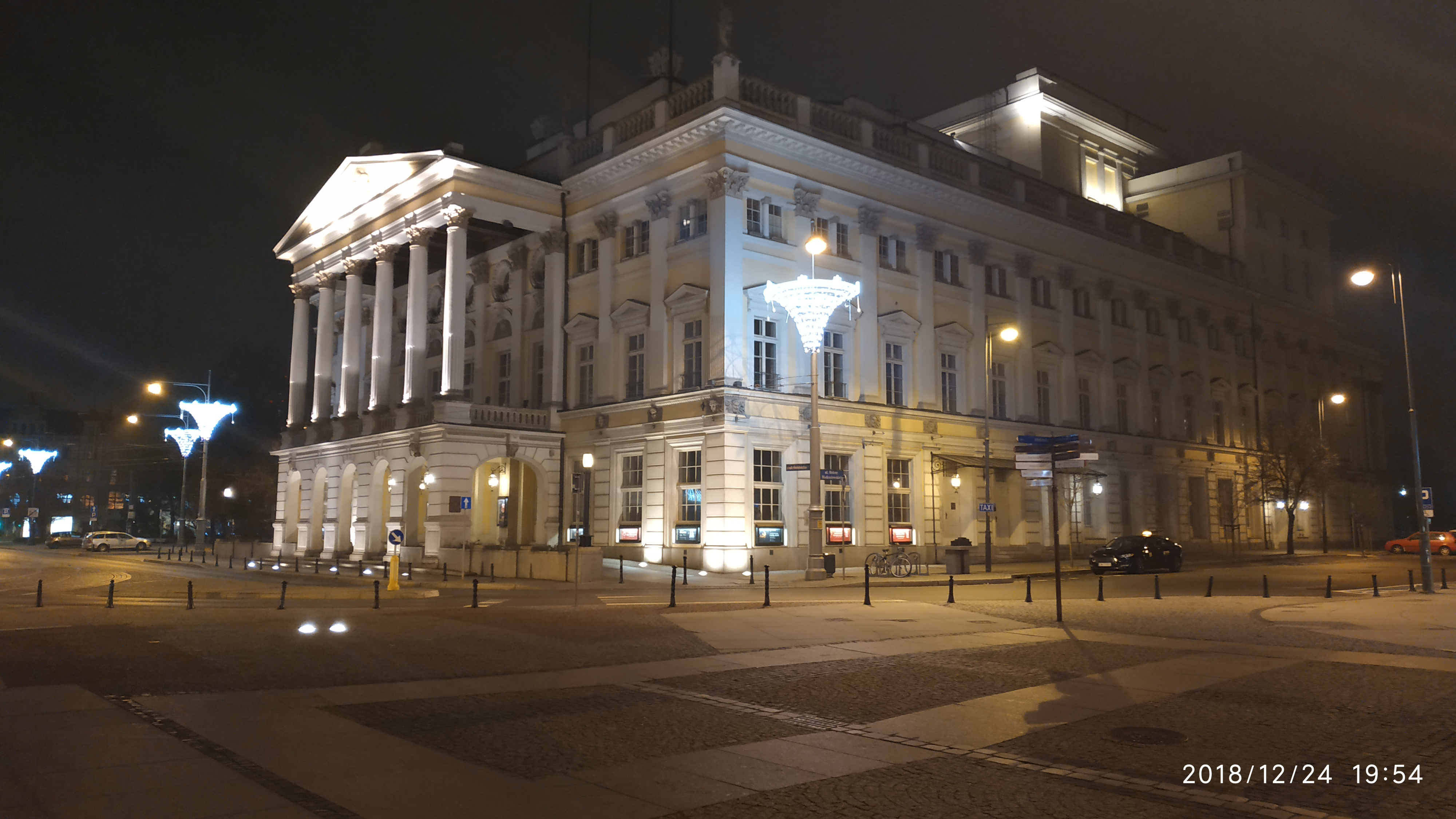
Opera Wrocławska, po lewej ul. Świdnicka, po prawej ul. H. Modrzejewskiej.

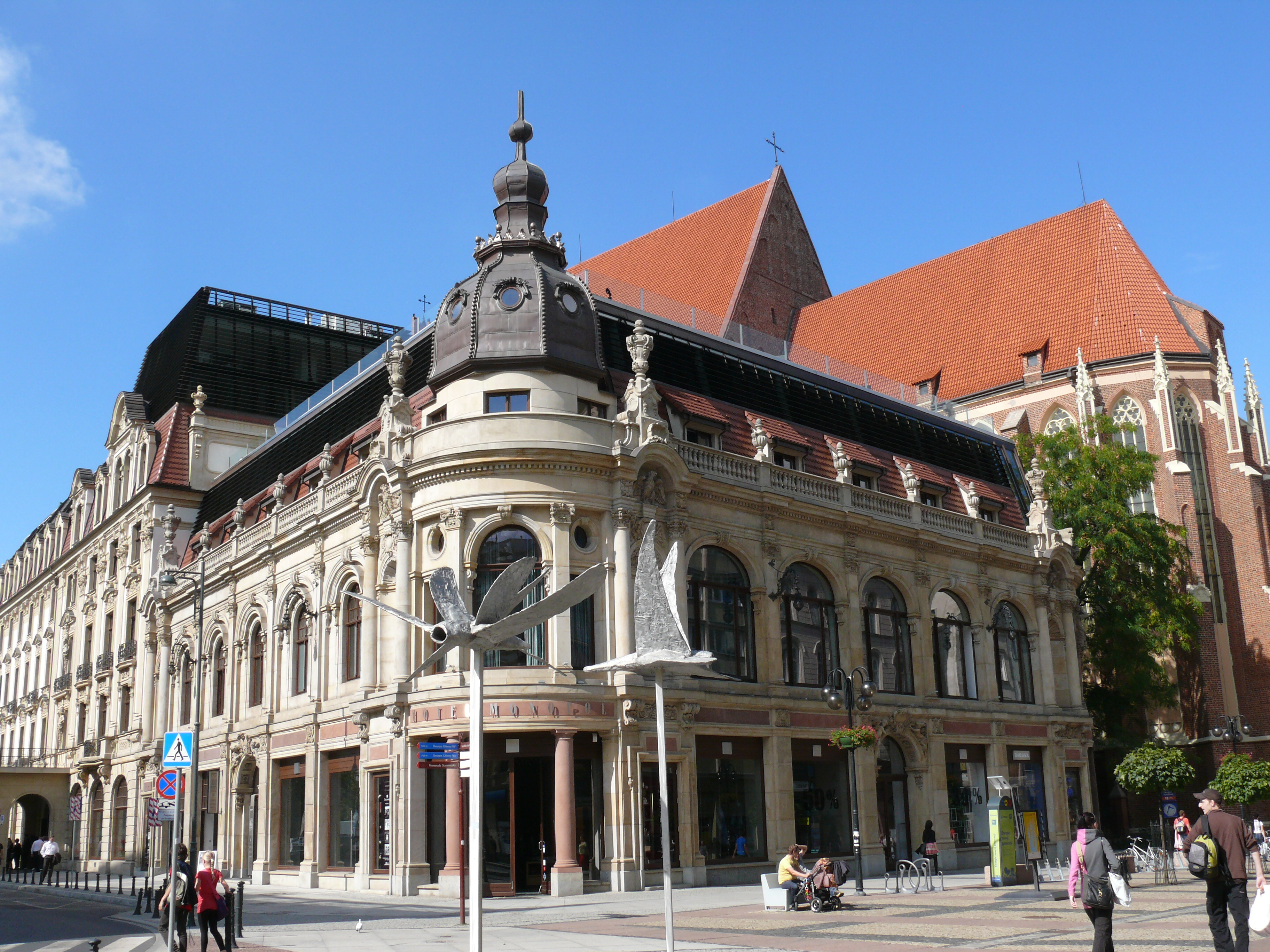
Część wschodnia kompleksu hotelowego, dawny dom handlowy.

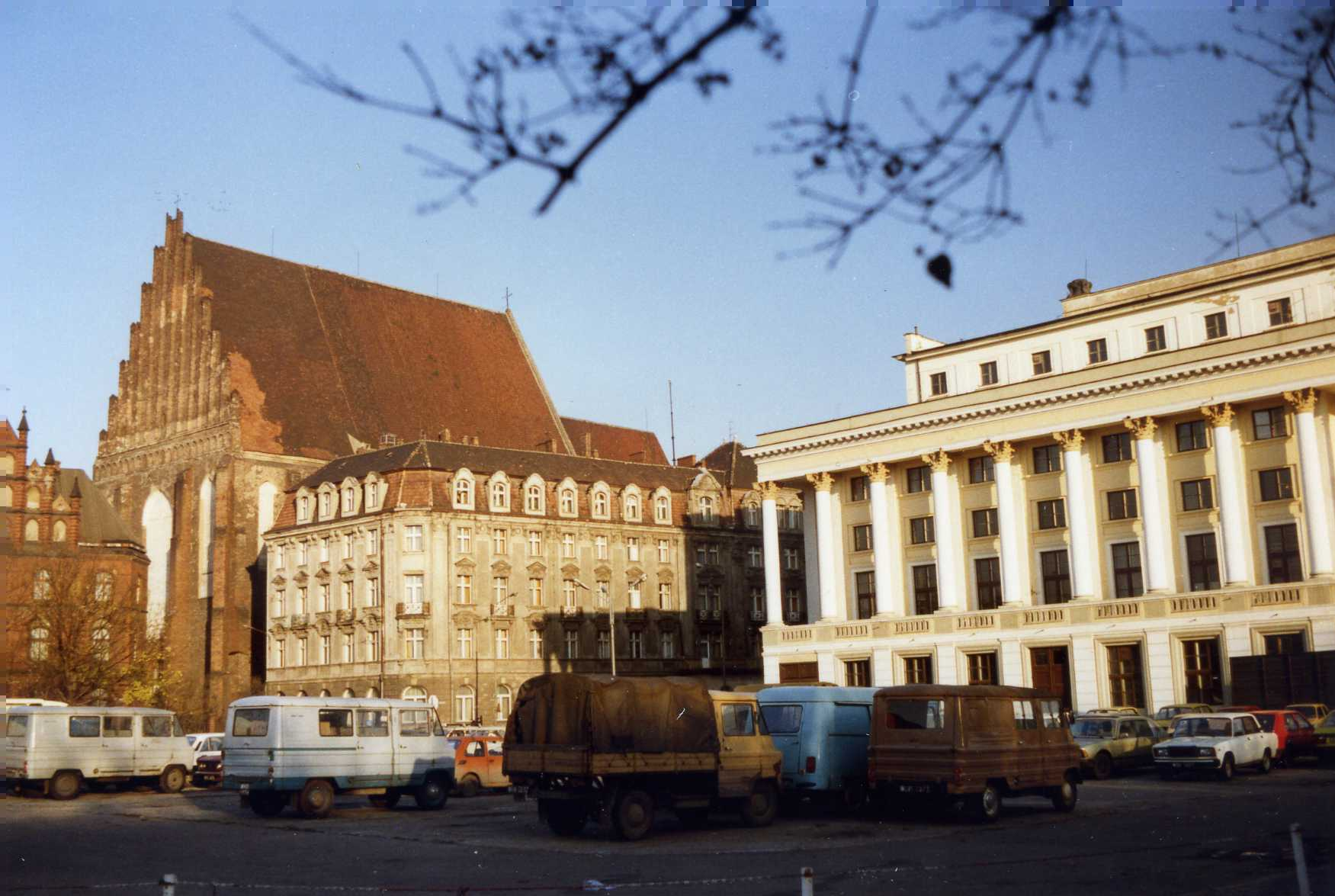
Koniec lat 80. XX wieku, widok z pl. Wolności.

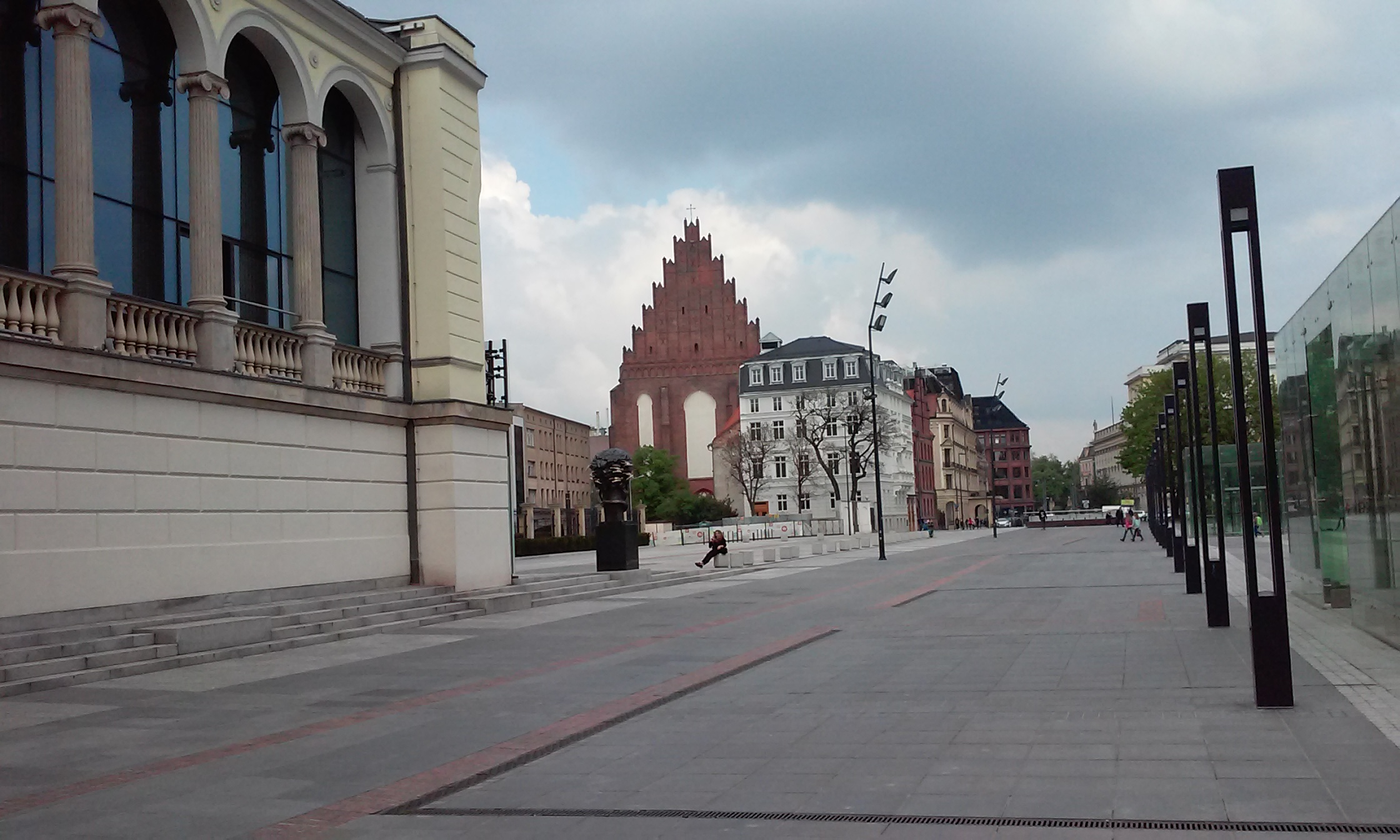
Pl. Wolności, dalej ul. H. Modrzejewskiej.

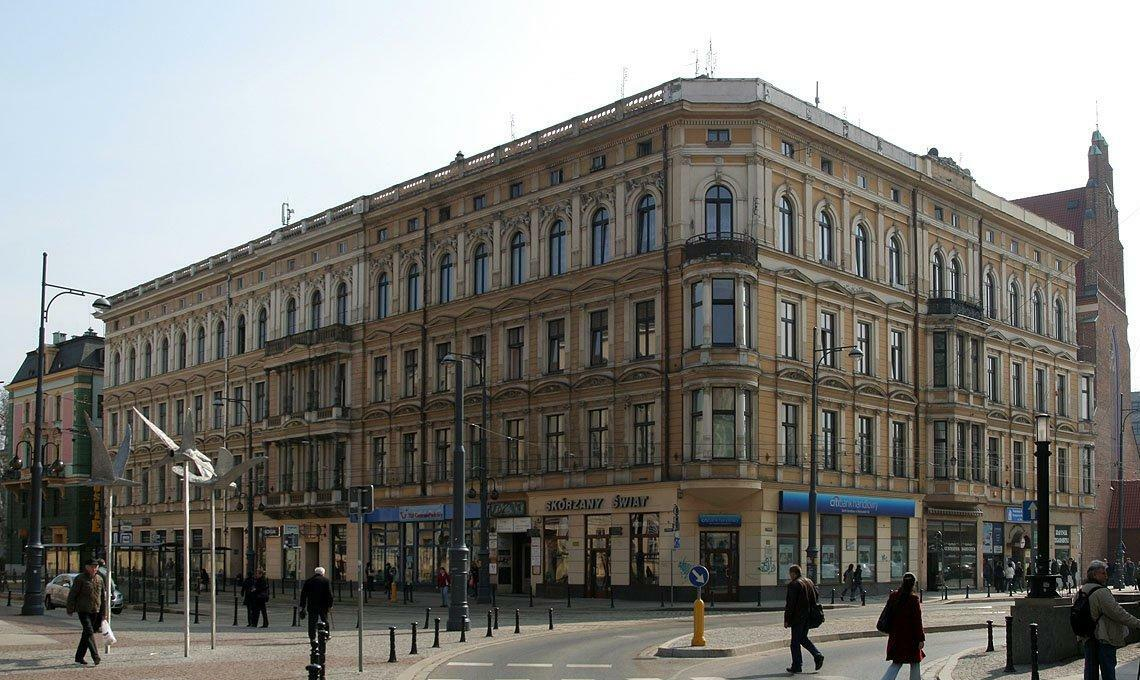
Początek ulicy, widok w kierunku pl. Teatralnego i ul. Świdnickiej, Kamienica Sachsów.

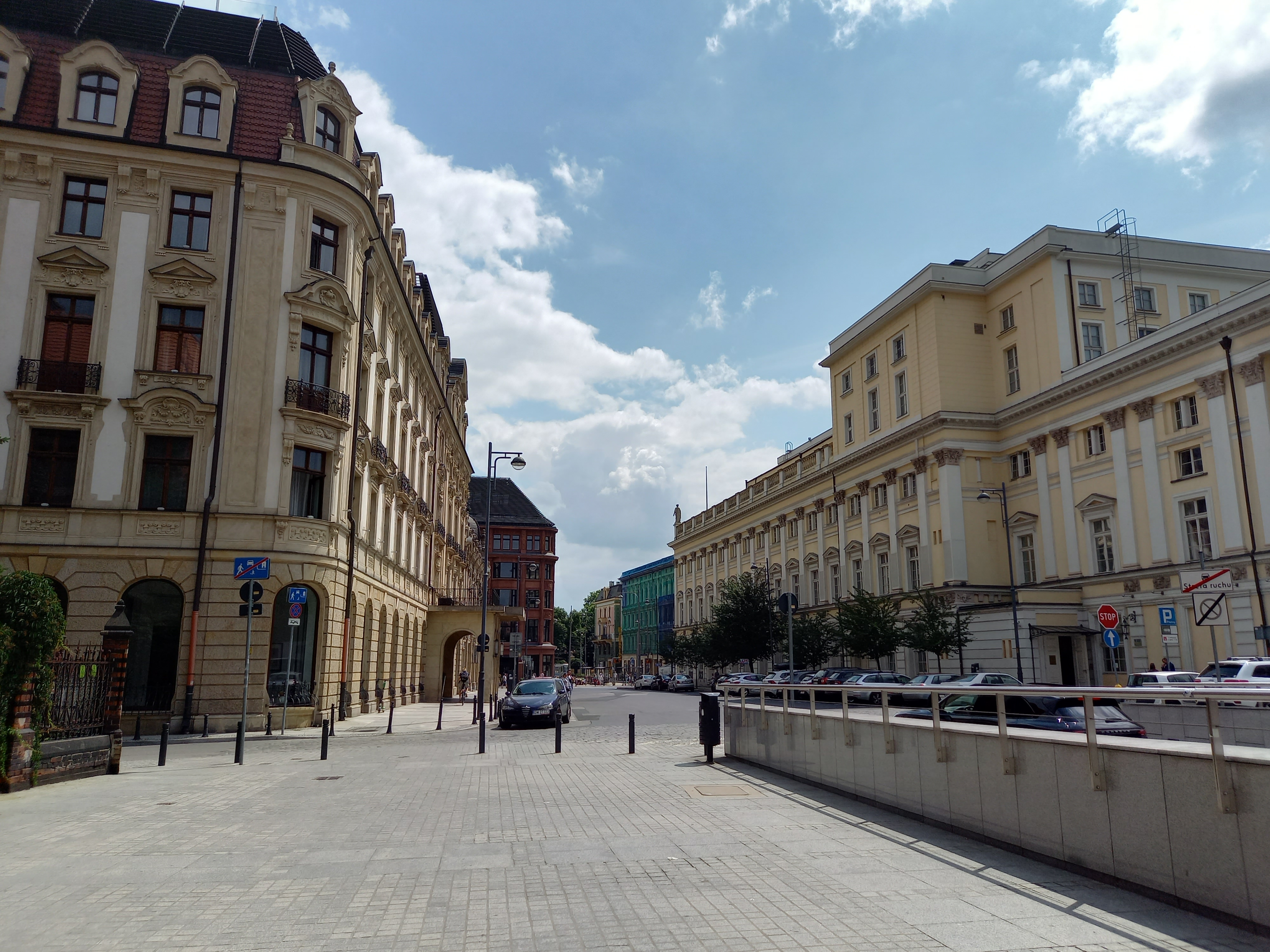
Od ul. św. Doroty

Ulica Heleny Modrzejewskiej – ulica położona we Wrocławiu na Starym Mieście. Łączy ulicę Świdnicką i plac Teatralny z ulicą św. Doroty i placem Wolności. Ma 93 m długości. W pierzei północnej ulicy znajduje się między innymi zabytkowy kompleks budynków Hotelu Monopol, obejmujący także połączony, dawny dom handlowy Kaufhaus Rudolf Mosse (Dom Handlowy Monopol), a w pierzei południowej położony jest, również zabytkowy gmach Opery Wrocławskiej.

## Historia
Współczesna ulica Hanny Modrzejewskiej, jak i wcześniej cały odcinek drogi od ulicy Krupniczej do ulicy Świdnickiej, był częścią ulicy Pawła Włodkowica. Pierwotnie była to ścieżka Wallstrase wzdłuż murów miejskich, które zostały rozebrane w 1807 r.. Taki stan trwał do 1915 r., kiedy to nienazwany plac, który współcześnie nosi nazwę placu Wolności, otrzymał nawę Schloßplatz, a ulica stała się jego częścią. Wydzielono ją z placu nadając odrębną nazwę dopiero 21.03.1928 r. (Exercierplatz). Po zbudowaniu Narodowego Forum Muzyki (inwestycję przeprowadzano w latach 2010-2015) i przebudowie zarówno samego placu Wolności jak i całego układu drogowego dochodzących do niego ulic, skróceniu uległa także ulica Hanny Modrzejewskiej do współczesnego odcinka od ulicy Świdnickiej do ulicy św. Doroty.
W południowej pierzei ulicy znajduje się budynek Opery Wrocławskiej zrealizowany w latach 1839-1841, pierwotnie jako Teatr Miejski. W swojej historii obiekt kilkukrotnie przechodził większe przeobrażenia. Między innymi w 1865 r. nastąpiła jego przebudowa, w 1871 r. zamontowano ozdobne rzeźby wykonane z piaskowca przedstawiające muzy, w latach 1954 - 1956 rozbudowano południową część budynku, a w latach 1997-2006 prowadzono kompleksowe prace konserwatorskie, w tym odrestaurowano wiele historycznych detali architektonicznych.
W latach 1891–1892 zbudowano budynek, w którym współcześnie mieści się Hotel Monopol. Od 1899 r. połączony został z domem handlowym Kaufhaus Rudolf Mosse (Dom Handlowy Monopol), tworząc jeden kompleks użytkowy. Budynki uległy uszkodzeniu w wyniku działań wojennych prowadzonych podczas oblężenia Wrocławia w 1945 r. Odbudowę uszkodzonego gmachu zakończono w 1961 r. Natomiast w latach 2007-2008 przeprowadzono gruntowną renowację i przebudowę, w tym między innymi odtworzono zburzoną kopułę oraz dostosowano obiekt do pięciogwiazdkowego standardu.
Przy ulicy pod numerem 4 położona jest kamienica z około 1910 r. W 2015 r. przeprowadzono tu remont połączony z przebudową, a obiekt otrzymał nazwę Max Born Forum. W XX wieku mieszkał tu bowiem i tworzył fizyk Max Born, jeden z laureatów nagrody Nobla w dziedzinie fizyki. Otrzymał ją w 1954 r. Max Born studiował na Uniwersytecie Wrocławskim, a w latach 1915-1919 był profesorem tejże uczelni. Po przebudowie układu drogowego kamienica ma przypisany adres do placu Wolności z zachowaniem numeru adresowego.

## Nazwy
W swojej historii ulica nosiła następujące nazwy:
- Wallstraße, ulica biegnąca od ulicy Świdnickiej do ulicy Ruskiej, jako całość, od 1823 r. do 1915 r.[3][5][9][11][12]
- Exercierplatz (plac Ćwiczeń), ulica stanowiła część placu, od 1915 r. do 1916 r.[3][13]
- Schloßplatz, ulica stanowiła część placu, od 1916 r. do 21.03.1928 r.[9][11][12]
- Agnes-Sorma-Straße, od 21.03.1928 r. do 1945 r.[9][5]
- Heleny Modrzejewskiej, od 1945 r.[1][3][5]

Nazwa Wallstraße pochodziła od muru miejskiego przy którym biegła. Z kolei nazwa placu Schloßplatz pochodziła od zamku Fryderyka Wielkiego. Agnes-Sorma-Straße natomiast upamiętniała Agnes Sorma, właściwie Agnieszka Marta Zaremba, urodzoną 17.05.1865 r. we Wrocławiu-Szczepinie, zmarłą 10.02.1927 r. w Crownsend w Arizonie (Stany Zjednoczone), która była słynną zarówno w Europie jak i w Ameryce aktorką. Współczesna nazwa ulicy została nadana przez Zarząd Miejski i ogłoszona w okólniku nr 60 z 21.09.1945 r. oraz nr 76 z 19.10.1945 r. Upamiętnia Helenę Modrzejewską, żyjącą w latach 1840-1909 polską aktorkę.

## Układ drogowy
Do ulicy przypisana jest droga gminna numer 106486D o długości 93 m klasy dojazdowej położona na działkach gruntu o powierzchni 2406 m2. Ulica biegnie od ulicy Świdnickiej do ulicy św. Doroty i placu Wolności. Objęta jest strefą ograniczenia prędkości 30 km/h.
Ulice powiązane z ulicą Heleny Modrzejewskiej:
- skrzyżowanie: 
  - ulica Świdnicka[1][31], torowisko tramwajowe w odcinku południowym[4][32] 
  - pl. Teatralny[33], torowisko tramwajowe[4][32]
- skrzyżowanie[a]: 
  - ulica św. Doroty[1][27]
  - plac Wolności[28]
  - włączenie do drogi publicznej: rampa do parkingu podziemnego na placu Wolności przy Narodowym Forum Muzyki[14][30][34][35][36][37].

## Zabudowa i zagospodarowanie
Północna strona ulicy przeznaczona jest zgodnie z aktualnym zagospodarowaniem na usługi centrotwórcze (Hotel Monopol) i obiekty sakralne (dalej: Kościół św. Doroty). Dalej na odcinku od ulicy św. Doroty do ulicy Zamkowej obowiązuje zachowanie istniejącej zabudowy i kształtowanie nowej w nawiązaniu do istniejącego układu architektonicznego.
Południowa strona ulicy również przeznaczona jest zgodnie z aktualnym jej zagospodarowaniem na widowiskowe obiekty kultury z uzupełniającymi usługami centrotwórczymi i obiektami do parkowania. Podobne przeznaczenie ma wolny teren przeznaczony do zabudowy położony pomiędzy placem Wolności a Operą Wrocławską, gdzie można lokalizować usługi centrotwórcze i widowiskowe obiekty kultury, a także obiekty imprez plenerowych i jako uzupełniające mieszkania towarzyszące. Wymaga się przy tym wykonania drogi wewnętrznej pomiędzy budynkiem opery a nową zabudową.
Ulica położona jest w obszarze znajdującym się na wysokości bezwzględnej pomiędzy 118 a 119 m n.p.m.. Jest on objęty rejonem statystycznym nr 933200, w którym gęstość zaludnienia wynosiła 1472 osób/km² przy 195 osobach zameldowanych (według stanu na dzień 31.12.2018 r.).

## Ochrona i zabytki
Obszar, na którym położona jest ulica Heleny Modrzejewskiej, podlega ochronie w ramach zespołu urbanistycznego Starego Miasta z XIII–XIX wieku, wpisanego do rejestru zabytków pod nr. rej.: 196 z 15.02.1962 oraz A/1580/212 z 12.05.1967 r.. Inną formą ochrony tych obszarów jest ustanowienie historycznego centrum miasta, w nieco szerszym obszarowo zakresie niż wyżej wskazany zespół urbanistyczny, jako pomnik historii  . Samo miasto włączyło ten obszar jako cenny i wymagający ochrony do Parku Kulturowego "Stare Miasto", który zakłada ochronę krajobrazu kulturowego oraz uporządkowanie, zachowanie i właściwe kształtowanie krajobrazu kulturowego oraz historycznego charakteru najstarszej części miasta .
Przy ulicy i w najbliższym sąsiedztwie znajdują się następujące zabytki:
| obiekt, położenie | powstanie, nr rej. | fotografia |
| --- | --- | ---------- |
| pierzeja północna | |            |
| Hotel "Monopol" (od 1899 r. połączony z domem handlowym Kaufhaus Rudolf Mosse) ulica Hanny Modrzejewskiej 2 (hotel), ulica Świdnicka 33 (dawny dom handlowy) | 1892 r. (projekt Karl Grosser – dom handlowy), odbudowa 1961 r.; lata 1893-1895 (projekt Brost und Grosser – hotel), 1899 r. (połączony z domem handlowym), 1909 r. modernizacja wnętrz, 1937 r., po 1945 r., lata 2007-2009 (remont) lata 1890-1892, 1905 r. 259/431/Wm z dnia 16.03.1984 r. i z dnia 28.12.2000 r. |            |
| Duszpasterstwo parafii św. Doroty, obecnie parafii św. Stanisława, Doroty i Wacława ulica Hanny Modrzejewskiej 3                                             | projekt 1895 r. gez, mpzp |            |
| Kamienica, obecnie budynek w przebudowie (zachowane mury obwodowe) ulica Hanny Modrzejewskiej 4, plac Franciszkański 5, Max Born Forum                       | około 1910 r., 2015 r. (remont i przebudowa) |            |
| pierzeja południowa | |            |
| Teatr Miejski, obecnie Opera Wrocławska ulica Świdnicka 35                                                                                                   | lata 1831-1841 (projekt K. H. Landhansa), lata 1866-1869 (projekt K. Lidecke), lata 1871-1872 (projekt K. Schmidt), 2005 r. (remont) 1837 r., 1871 r., 1955 r. A/2786/205 z dnia 30.12.1970 r. |            |
| zamknięcie osi widokowej w kierunku wschodnim | |            |
| Dom Handlowy Juliusa Schottländera "Pod Świętym Hieronimem" plac Teatralny 8, ulica Świdnicka 34                                                             | lata 1911-1913 (projekt R. i P. Ehrlich) 1911 r. A/1378 z dnia 20.10.2009 r. |            |